# 1,3-Dichloracétone
La 1,3-dichloracétone ou 1,3-dichloroacétone est un composé organochloré, le dérivé dichloré de l'acétone, de formule C3H4Cl2O. C'est un solide blanc notamment utilisé dans la production de l'acide citrique.

## Propriétés
La 1,3-dichloroacétone se présente à température ambiante sous la forme de cristaux blancs à incolores. Elle est très soluble dans les alcools ou l'éther diéthylique mais très peu dans l'eau. Sa pression de vapeur est donnée par l'équation d'Antoine : log10(P) = A-(B/(T+C)) (P en bar, T en K) avec A = 4,90009, B = 1 937,489 et C = −49,092 dans la plage de température de 74,9 à 171,9 °C. Son énergie de vaporisation est de 49,6 kJ mol−1. La 1,3-dichloroacétone ne forme des mélanges vapeur-air inflammables qu'à des températures élevées. Elle est combustible, mais faiblement inflammable.

## Utilisations
La 1,3-dichloroacétone sert de matière première pour la production de cyclopropanols et de cyclopropanones, ainsi que dans celle de l'acide citrique.